# Ludwika
Ludwika ist ein weiblicher Vorname. Männliches Pendant ist Ludwig.

## Herkunft und Bedeutung des Namens
- Althochdeutsch „hluth“ = berühmt, laut und „wig“ = Kampf, Krieg.

## Bekannte Namensträgerinnen
- Ludwika Paleta (* 1978), polnisch-mexikanische Schauspielerin und Model
- Ludwika Karolina Charlotte von Radziwiłł-Birze (1667–1695), Prinzessin von Litauen
- Ludwika Wawrzyńska (1908–1955), polnische Grundschullehrerin
- Klara Ludwika Szczęsna (1863–1916), polnische Ordensfrau